# کوه لالوار
لالوار (ارمنی: Լալվար) کوهی که در استان لوری در کشور ارمنستان واقع شده است و ۲۵۴۴ متر از سطح دریا ارتفاع دارد. کوه لالوار در رشته‌کوه ویراهایوتس قرار دارد.